# Nora Heroum
Nora Heroum (* 20. Juli 1994 in Helsinki) ist eine finnische Fußballspielerin. Die Mittelfeldspielerin steht bei Lazio Rom unter Vertrag und spielt seit 2012 für die finnische Nationalmannschaft.

## Karriere

### Vereine
Heroum begann ihre Karriere  nachdem sie zunächst in ihrer Jugend bei kleineren Vereinen gespielt hatte, in ihrer Geburtsstadt bei HJK Helsinki und gewann mit HJK den Pokal und dreimal den Liga-Pokal.  Nach drei Spielzeiten wechselte sie zum FC Honka Espoo, wo sie aber nur ein Jahr blieb und dann zu Åland United wechselte. Aber auch da blieb sie nur ein Jahr und wechselte nach ihrer ersten Vizemeisterschaft nach Dänemark zu Fortuna Hjørring, wo sie ihre erste Meisterschaft gewann. Mit Fortuna nahm sie auch erstmals an der UEFA Women’s Champions League teil. 2015/16 schieden sie im Achtelfinale durch ein weniger geschossenes Tor gegen ACF Brescia aus, 2016/17 durch zwei 0:1-Niederlagen im Viertelfinale gegen Manchester City.
Nach der Vizemeisterschaft 2017 zog es sie in den sonnigen Süden zum CL-Achtelfinalgegner von 2015/16, wo sie in 21 Saisonspielen 12-mal eingewechselt wurde. Nach der italienischen Vizemeisterschaft wechselte sie zum Ligakonkurrenten AC Mailand. Dort stand sie in 20 Ligaspielen 19-mal in der Starelf, wurde nur einmal aus- und noch einmal eingewechselt. So viele Spiele über 90 Minuten hatte sie noch bei keinem Verein. In der wegen der COVID-19-Pandemie abgebrochenen Saison 2019/20 wurde sie dann wieder häufiger ausgewechselt. Im Juli 2020 wechselte sie nach England zu Brighton & Hove Albion. Nach einer Saison in der FA Women’s Super League wechselte sie nach Italien zu Lazio Rom. Zur Saison 2022/23 wechselte sie zu Parma Calcio. Am 28. August 2022 kam sie zum ersten Mal im Spiel gegen Inter Mailand zum Einsatz. Ihr erstes Tor für Parma erzielte sie am 6. Mai 2023 gegen US Sassuolo Calcio. In der darauffolgenden Saison wechselte sie zu UC Sampdoria Genua und kam am 17. September 2023 im Spiel gegen Inter Mailand das erste Mal für Genua zum Einsatz. Ihr erstes Tor für Genua erzielte sie am 15. September 2024 gegen Lazio Rom. Am 6. August 2025 gab ihr ehemaliger Verein HJK Helsinki die Rückkehr von Heroum bekannt.

### Nationalmannschaft
Heroum nahm mit den finnischen U-17- und U-19-Nationalmannschaften an den Qualifikationen für die  U-17-Fußball-Europameisterschaft der Frauen 2011 sowie die U-19-Fußball-Europameisterschaft der Frauen 2012 und 2013 teil und konnte 2013 die Endrunde erreichen, wo sie sich für die U-20-Weltmeisterschaft 2014 in Kanada qualifizierten. Dort verlor sie mit der U-20 aber die drei Gruppenspiele.
Schon im Mai 2012 spielte sie gegen Belgien erstmals in der A-Nationalmannschaft. In der Qualifikation für die EM 2013 hatte sie vier und bei der Endrunde drei Einsätze, nach denen die Finninnen ausschieden. In der nach der EM begonnenen Qualifikation für die WM 2015 wurde sie in allen zehn Spielen eingesetzt, als Dritte verpassten sie aber die Endrunde. In der Qualifikation für die EM 2017 hatte sie sieben Einsätze und erzielte beim 7:1 gegen Montenegrino ihr bisher einziges A-Länderspieltor. Wieder wurden sie nur Dritte. Sie hatten zwar die um ein Tor bessere Tordifferenz als die zweitplatzierten punktgleichen Portugiesinnen, aber den direkten Vergleich gegen sie verloren. So verpassten sie als einziger Teilnehmer von 2013 die Endrunde 2017.  In der Qualifikation für die WM 2019 hatte sie nur fünf Kurseinsätze von insgesamt 96 Minuten und belegte mit ihrer Mannschaft wider nur den dritten Platz. Im Februar 2021 konnten sich die Finninnen dann wieder für eine Endrunde qualifizieren. Heroum kam dabei im Herbst 2019 im zweiten und dritten  Qualifikationsspiel sowie im letzten im Februar 2021 zum Einsatz. In den ersten vier Spielen der Qualifikation für die WM 2023 wurde sie nur beim 3:0-Sieg gegen Georgien eingesetzt, spielte da aber über 90 Minuten. Bei den drei anderen Spielen saß sie auf der Bank.
Am 9. Juni 2022 wurde sie für die EM-Endrunde nominiert.

## Erfolge
HJK
- Finnische Pokalsiegerin: 2010
- Finnische Ligapokalsiegerin: 2010, 2011, 2011

Fortuna Hjørring
- Dänische Meisterschaft 2015/16

ACF Brescia
- Italienische Supercup-Siegerin 2017/2018